# Aljoscha Zimmermann
Aljoscha Zimmermann (* 6. Juni 1944 in Riga; † 19. Dezember 2009 in München) war ein aus Lettland stammender deutscher Pianist und Komponist, der vor allem durch die Vertonung von Stummfilmen bekannt wurde.

## Leben
Aljoscha Zimmermann wuchs in Riga auf, wo er das Konservatorium besuchte. Mit 25 Jahren erhielt er ein Engagement am Rigaer Operetten- und Musicaltheater. 1973 emigrierte er aus der Sowjetunion und ging nach Berlin, wo er an der Deutschen Oper vor allem beim Ballett tätig war. Konstanze Vernon holte ihn 1981 nach München zur Heinz-Bosl-Stiftung und an die Hochschule für Musik und Theater, an der er bis 2009 als Professor lehrte. In den 1980er Jahren kam er mit dem Stummfilm in Berührung. Enno Patalas, damaliger Leiter des Münchner Filmmuseums, erteilte ihm 1988 den Auftrag zur Vertonung von Sergej Eisensteins Panzerkreuzer Potemkin. In der Folge vertonte er etwa 400 Stummfilme, unter anderem Dr. Mabuse, der Spieler, Meyer aus Berlin, Nathan der Weise, Metropolis und Die Austernprinzessin, und begleitete viele Stummfilmfestivals musikalisch.
Seine Tochter Sabrina Hausmann ist Geigerin und begleitet ebenfalls Stummfilme. Seine Tochter Irina Goldstein drehte im Jahr 2005 unter dem Titel When Silence sings – Wenn stumme Bilder singen einen Dokumentarfilm über ihren Vater.